# Willi von Klewitz

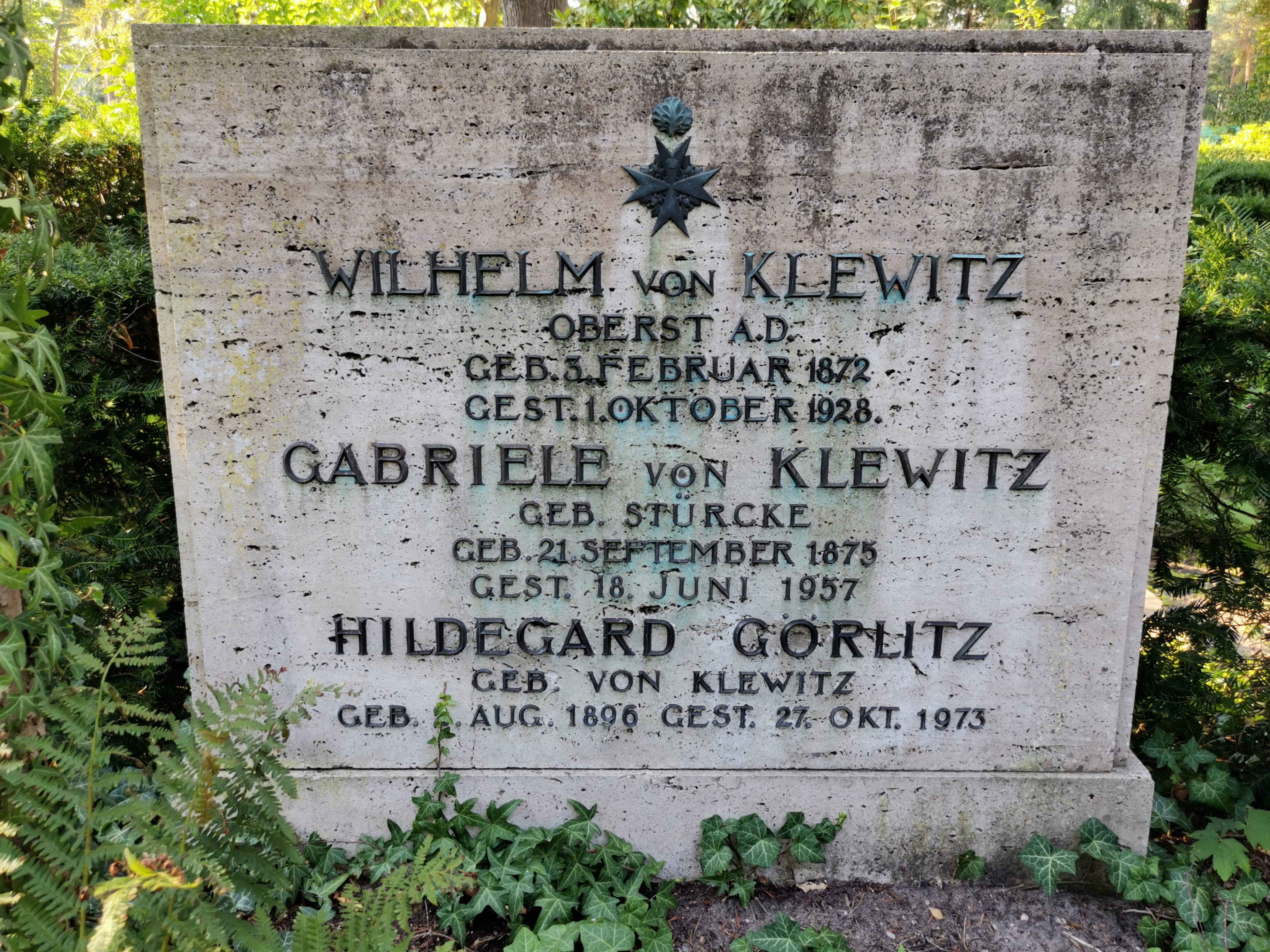
Grab auf dem Evangelischen Kirchhof Berlin-Nikolassee

Wilhelm Willi von Klewitz (* 3. Februar 1872 in Magdeburg; † 1. Oktober 1928 in Berlin-Schlachtensee) war ein deutscher Oberst und Freikorpsführer.

## Leben

### Herkunft und Familie
Klewitz war Sohn des Albrecht von Klewitz. Er hatte einen jüngeren Bruder namens Otto. Sein Onkel war der Landrat Otto von Klewitz, dessen Sohn, der spätere Generalmajor Wolf, sein Cousin. Klewitz war seit dem 5. Oktober 1895 mit Gabriele Stürcke verheiratet und bekam mit ihr sechs Töchter, darunter Hildegard, Ursula, Anni, Gertrud und Dorothee.

### Karriere und Erster Weltkrieg
Nach Besuch des preußischen Kadettenkorps in Bensberg und der Hauptkadettenanstalt in Berlin-Lichterfelde diente er kurzzeitig im Pagenkorps am deutschen Kaiserhof. Er trat 1890 mit dem Patent vom 22. März desselben Jahres als Leutnant in die preußische Armee, genauer gesagt das 1. Thüringische Feld-Artillerie-Regiment Nr. 19 ein. Nach Absolvierung der preußischen Kriegsakademie fand er nachfolgend als Stabsoffizier Verwendung. Er wurde am 22. März 1912 zum Major befördert. Klewitz diente bis dahin im Großen Generalstab.
Nach Ausbruch des Ersten Weltkrieges diente er weiterhin als Stabsoffizier. Ab 1915 diente er als Erster Generalstabsoffizier der 3. Armee unter General der Kavallerie Karl von Einem. Nach zahlreichen Versetzungen und einer Beförderung zum Oberstleutnant am 22. März 1917 wurde er ab 1. Februar 1918 dann Chef des Stabes der 3. Armee. Nach einer kurzen Verwendung als Chef des Stabes der 2. Armee diente er ab dem 21. September desselben Jahres bis Kriegsende wieder als Chef des Stabes der 3. Armee. Er wurde während des Krieges für seine Verdienste während den Schlachten bei Noyon und Verdun am 6. August 1917 mit dem Pour le Merité ausgezeichnet und erhielt schon am 26. August 1918 das Pour le Mérite mit Eichenlaub.

### Nachkriegszeit
Nach Kriegsende ging er nach Berlin und baute dort im April 1919 das 872-Mann starke Freikorps Klewitz auf, welches in Berlin, Chemnitz und Oberschlesien Verwendung fand. Sein Nachfolger als Freikorpsführer wurde Major Walter Schulz. Nach der Gründung der vorläufigen Reichswehr wurde er in das Reichswehrministerium berufen. Während des Kapp-Putsches wirkte er als Chef des Stabes von Walther von Lüttwitz und war somit an führender Stelle am gescheiterten Putsch gegen die Weimarer Republik beteiligt. Ein späterer Untersuchungsausschuss schlug vor, von Klewitz und zahlreiche andere Offiziere unter Anklage zu stellen und aus dem Dienst zu entlassen. 1920 schied er somit mit dem Charakter eines Oberst aus dem aktiven Heere aus.
Nach seiner Entlassung trat er mit zwei weiteren deutschen Offizieren, den Majoren von Massow und von Massenbach, 1925 in die türkische Kriegsakademie ein, um Mustafa Kemal als Chef der deutschen Militärmission in Konstantinopel bei der Reorganisierung der türkischen Armee zu helfen. Er starb unerwartet auf einer Heimreise in Berlin-Schlachtensee im Jahre 1928.